# Antemio
Antèmio Procòpio (latino: Anthemius Procopius; Costantinopoli, 420 circa – Roma, 11 luglio 472) è stato un imperatore romano dal 467 al 472.
Fu messo sul trono d'Occidente dall'imperatore d'Oriente Leone I, con la missione di restaurare il controllo sulle province perse, Africa e Gallia, ma fallì miseramente e fu ucciso dal proprio generale di origine germanica, Ricimero.

## Origini e inizi della carriera
Antemio era di famiglia illustre e patrizia. Per parte di madre era discendente di Filippo, prefetto del pretorio d'Oriente nel 346 e console nel 348, e nipote di Antemio, prefetto e console nel 405; il padre Procopio era stato magister militum per Orientem dal 422 al 424, e vantava una discendenza dal Procopio nipote di Costantino I e usurpatore contro Valente.
Studiò presso il filosofo neoplatonico Proclo, ad Alessandria d'Egitto, ed ebbe come condiscepoli Marcellino (magister militum e governatore della Dalmazia), Illo Puseo (Prefetto del pretorio in Oriente e Console del 467), Flavio Messio Febo Severo (console nel 470 e praefectus urbi) e Pamprepio.
Nel 453 sposò Elia Marcia Eufemia, la figlia dell'imperatore d'Oriente Marciano; dopo il matrimonio, fu innalzato al rango di comes e inviato alla frontiera danubiana, per ricostruirne le difese. Nel 454 fu richiamato a Costantinopoli, dove ricevette il titolo di patricius e divenne uno dei due magistri militum d'Oriente. Nel 455 esercitò il consolato come prescelto dell'Impero d'Oriente, con l'imperatore d'Occidente Valentiniano III come collega.
Il matrimonio con la figlia di Marciano; una promozione ad un rango militare di rilievo ma con compiti organizzativi, senza scontri militari; la nomina al prestigioso rango di patricius e al massimo grado della gerarchia militare; la nomina alla prestigiosa magistratura del consolato con un imperatore come collega: tutti questi indizi hanno fatto pensare che Marciano avesse scelto Antemio come possibile candidato alla porpora imperiale, d'Occidente o d'Oriente. Questa ipotesi è rafforzata dal fatto che il prestigio ottenuto da Antemio indusse lo storico Giovanni Malalas (VI secolo) ad affermare erroneamente che Marciano avesse effettivamente nominato Antemio imperatore d'Occidente.
Antemio andò vicino ad ottenere la porpora per due volte, in rapida successione. Nell'ottobre 456, infatti, morì l'imperatore d'Occidente Avito: è probabile che Antemio fosse tra i candidati più forti a disposizione di Marciano per la scelta di un imperatore, ma il suocero di Antemio morì nel gennaio 457, prima di scegliere il proprio collega. A questo punto entrambi gli imperi si trovarono senza imperatori: gli uomini forti erano in Occidente il magister militum Ricimero, di origine germanica, e in Oriente l'altro magister militum, l'alano Ardaburio Aspare. Aspare, non potendo aspirare al trono a causa della sua origine, spinse per impedire ad Antemio di ottenere il trono, in quanto per il suo prestigio il genero di Marciano era difficilmente controllabile; scelse allora come nuovo imperatore d'Oriente un semplice tribuno, il militare di carriera Leone I. Sul trono d'Occidente salì invece Maggioriano.
Antemio continuò a servire il nuovo imperatore: come magister militum conseguì due vittorie di rilievo contro popolazioni barbare che avevano invaso l'Impero; in una occasione, in Illyricum, intorno al 460, sconfisse gli Ostrogoti al comando di Valamiro. Durante l'inverno 466/467, sottomise un gruppo di Unni, comandati da Hormidac, che avevano attraversato il Danubio ghiacciato e stavano depredando la Dacia: gli Unni avevano catturato la città di Serdica e Antemio li assediò; quando i barbari accettarono lo scontro frontale (le truppe di Antemio avevano sofferto la fame, ma ancor di più l'avevano sofferta gli Unni), il comandante della cavalleria di Antemio, forse un unno anche lui, passò al nemico; quando, dopo aver vinto la battaglia con la sola fanteria, Antemio ricevette la proposta di pace da parte di Hormidac, accettò a condizione che il traditore gli fosse consegnato.

## Ascesa al trono
Uno dei problemi maggiori di Leone era costituito dal re dei Vandali Genserico. Dalla morte di Libio Severo (465), l'Impero d'Occidente non aveva ancora ricevuto un nuovo imperatore. Genserico insisteva che la porpora fosse conferita ad Anicio Olibrio, marito di Placidia, figlia di Valentiniano III: dietro questa scelta apparentemente legalista c'era la sua volontà di mettere sul trono d'Occidente un imperatore da lui controllabile, anche in virtù del fatto che sua nuora era la sorella di Placidia. Leone, al contrario, voleva tenere Genserico lontano dalla corte di Ravenna, e temporeggiava a nominare un imperatore. Per mettere pressione su Leone, Genserico e i suoi Vandali, che già da lungo tempo ogni primavera attraversavano il Canale di Sicilia e attaccavano l'Italia saccheggiando e riducendo in schiavitù, iniziarono a portare attacchi all'Impero d'Oriente, organizzando incursioni che colpirono l'Illyricum, il Peloponneso e il resto della Grecia: Leone fu quindi obbligato ad agire.
Nella primavera del 467, l'imperatore d'Oriente nominò Antemio imperatore d'Occidente, inviandolo in Italia accompagnato da un esercito comandato dal magister militum per Illyricum Marcellino. Antemio fu proclamato imperatore al terzo o all'ottavo miglio da Roma, il 12 aprile. L'elezione di Antemio fu celebrata a Costantinopoli con un panegirico di Dioscoro.
La scelta di Leone aveva un triplice vantaggio per l'imperatore d'Oriente: gli permetteva contemporaneamente di allontanare un possibile rivale dalla corte di Costantinopoli, di frustrare le mire di Genserico riportando un imperatore in Occidente, e di inviare in Italia un generale capace con un esercito efficiente nell'ottica di un attacco contro i Vandali. Ma ciò poteva avvenire solo con l'accordo col goto Ricimero, magister e patricius, che controllava de facto Roma in quel momento. Nel 467 Antemio giunse così a Roma e vi pose la residenza, condividendola con Ricimero e siglando con lui un'alleanza matrimoniale, dandogli in sposa la figlia Alipia.

## Regno

### Politica estera

#### Relazioni con l'Oriente

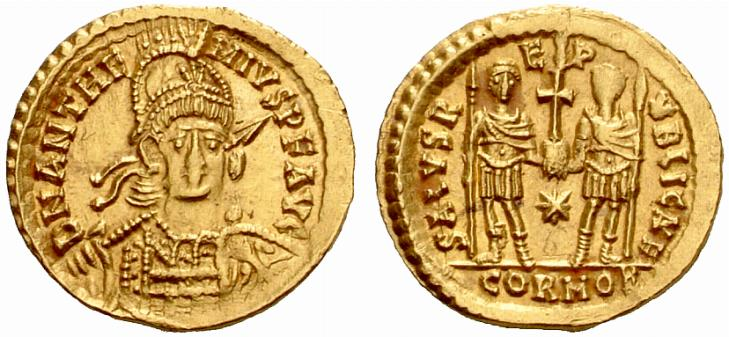
Solido di Antemio, 468 ca. Sul verso i due imperatori, Leone e Antemio, l'uno a fianco all'altro reggono il globo crucigero con al di sotto una stella, simboli dell'unità dell'impero universale cristiano.

Il regno di Antemio fu caratterizzato dai buoni rapporti con il suo omologo d'Oriente: Antemio fu l'ultimo imperatore d'Occidente a figurare in una legge dell'impero d'Oriente. I legami tra le due case regnanti furono rafforzati dal matrimonio tra Flavio Marciano, figlio di Antemio, e Leonzia, figlia di Leone I, nel 471. Anche la scelta dei consoli fu fatta nuovamente in maniera concorde, con ciascuna corte che designava un console e riconosceva quello dell'altra: Antemio fu onorato con un consolato sine collega nel 468, come pure aveva fatto Leone nel 466; Flavio Marciano fu console nel 469 e nel 472.

#### Campagne contro i Vandali
Il primo dei problemi da affrontare era quello dei Vandali di Genserico. Nel tardo 467 fu organizzata una spedizione dell'esercito occidentale, probabilmente sotto il comando del comes dell'Illiria Marcellino, che però non ottenne i risultati sperati, in quanto la flotta, scesa in mare d'inverno, fu obbligata a tornare indietro a causa del maltempo.
Nel 468 fu programmata una gigantesca operazione militare contro l'Africa, sede del regno vandalo, organizzata da Antemio, Leone e Marcellino, e affidata al genero di Leone, Basilisco; l'armata romana fu fornita di una larga flotta, e ingenti spese furono sostenute dal tesoro d'Oriente, ma anche Antemio contribuì con il denaro dell'Impero d'Occidente, nonché con sue spese personali (un terzo delle spese venivano da sue entrate personali). L'operazione però fallì miseramente, con gravi perdite di uomini e navi, e la morte di Marcellino. A causa di tale disfatta, Leone decise di tirarsi fuori dal conflitto e di accordarsi separatamente con Genserico. Antemio, rimasto da solo e con le finanze dello stato seriamente segnate dalla spesa per la campagna infruttuosa, rinunciò a riprendere l'Africa, e si concentrò sul secondo problema che affliggeva l'impero, il mantenimento delle province occidentali minacciate dai Visigoti. Per quanto riguarda invece Ricimero, preso atto dell'esito disastroso della campagna vandalica, nel 470, approfittando dell'uccisione di un suo fedele collaboratore, Romano (ex magister officiorum), ruppe con Antemio e si ritirò a Mediolanum con 6000 guerrieri e i suoi bucellarii personali.

#### Campagne contro i Visigoti
Dopo il disastro in Africa, Antemio passò ad occuparsi della riconquista della Gallia. Qui si erano stanziati i Visigoti, guidati dal capace e ambizioso re Eurico, approfittando dell'indebolimento del potere romano causato dall'instabilità politica. Eurico era riuscito a ritagliarsi una zona di influenza, separando di fatto alcune zone della provincia dal controllo centrale: se la Gallia meridionale, con le città di Arelate e Marsiglia, era ancora sotto controllo della corte ravennate, l'Alvernia si era trovata separata dal resto dell'impero, e era governata da Ecdicio, il figlio di Avito, mentre ancora più a nord c'era quel dominio che sarebbe poi diventato il cosiddetto Regno di Soissons.
Come prima cosa, Antemio si rivolse ai Bretoni stanziati in Armorica, assoldandoli per attaccare Eurico. Inizialmente i Bretoni ebbero successo, occupando sotto il comando di re Riotamo la città di Bourges con dodicimila uomini. In seguito, però, i Bretoni attaccarono il territorio visigoto, tentando di conquistare Délos, ma furono sconfitti da un esercito visigoto più numeroso e Riotamo fu costretto a rifugiarsi presso i Burgundi, alleati dei Romani. I visigoti furono sconfitti da Paolo di Soissons
Nel 471 decise di affrontare direttamente i Visigoti. Raccolse un esercito che mise sotto il comando nominale del figlio Antemiolo ed effettivo dei generali Torisario, Everdingo ed Ermiano in disaccordo fra loro e di scarsa affidabilità. Antemiolo si mosse da Arelate, passando il Rodano; Eurico affrontò le milizie imperiali sconfiggendole e uccidendone i generali, devastando poi la zona. Lo stesso Antemiolo cadde in battaglia.

### Politica interna
Un punto cruciale del regno di Antemio fu il fatto che deteneva il potere solo sull'Italia, e che all'interno della sua corte molti gli si opponevano per la sua origine greca, oltre che per le sue simpatie pagane. Papa Ilario lo esortò fermamente a controllare l'operato di un suo favorito che frequentava una setta eretica.

#### Relazioni con la classe senatoria
Per ottenere il sostegno dell'aristocrazia senatoriale, Antemio decise di premiare elementi importanti della classe politica italica e gallica con il patriziato: importò infatti dall'oriente la pratica di elevare al rango di patricius anche dei civili, e vi ricorse così frequentemente che si verificò una specie di inflazione di questo titolo.
Tra i beneficiari di questa sua politica vi erano ovviamente dei senatori italici (di rilievo le nomine di Romano e Flavio Messio Febo Severo), ma, contro la pratica comune, onorò del patriziato anche senatori di origine gallica e persino aristocratici provinciali senza alcuna esperienza pregressa, come Magno Felice e il poeta Sidonio Apollinare. Apollinare era giunto a Roma per portare una petizione delle sue genti; il suo contatto a corte, il consolare Cecina Decio Basilio, gli consigliò di dedicare un panegirico all'imperatore in occasione della sua assunzione del consolato (1º gennaio 468): grazie a questa composizione e all'influenza di Decio Basilio, Apollinare ricevette il patriziato, il rango di caput senatus e persino la prefettura dell'Urbe, di norma assegnata solo a membri di rilievo dell'aristocrazia italica. L'influenza di Apollinare fu tale che solo per sua intercessione Antemio accettò di convertire la condanna a morte di Arvando, prefetto del pretorio di Gallia che si era alleato con i Visigoti, nella confisca dei beni e nell'esilio.

#### Monetazione
I buoni rapporti tra l'imperatore d'Occidente e quello d'Oriente, una novità del regno di Antemio, furono utilizzati ampiamente nella propaganda imperiale: i solidi di Antemio, coniati dalle zecche di Mediolanum, Ravenna e Roma, mostrano i due sovrani che si stringono la mano in segno di unità di intenti. Le zecche di Ravenna e Mediolanum diminuirono di importanza dopo il 467, da quando, cioè, Antemio iniziò a dedicare la propria attenzione all'antica capitale imperiale.
Furono coniate monete anche a nome di Eufemia, tra cui un solido raffigurante due imperatrici in trono, forse un riferimento al matrimonio della figlia Alipia.

## Morte

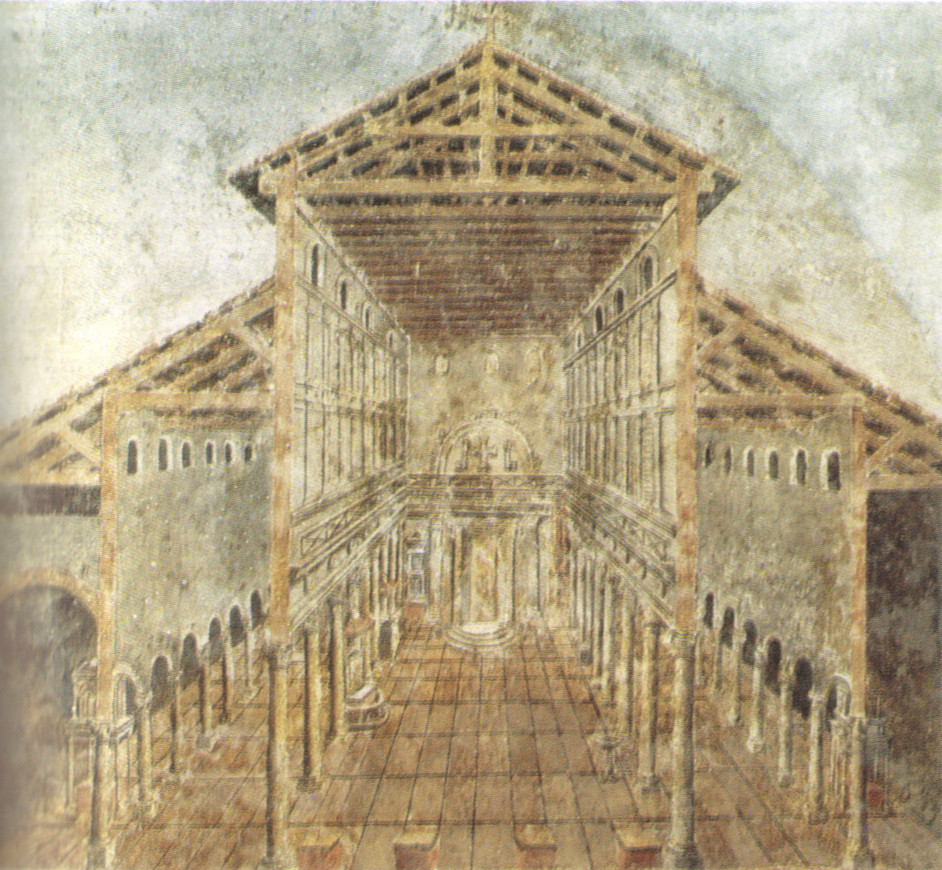
L'antica basilica di San Pietro in Vaticano costruita da Costantino I, dove Antemio si rifugiò per sfuggire ai sostenitori di Ricimero nel 472

L'uomo forte della corte occidentale era Ricimero, il quale aveva in passato deciso del fato degli imperatori d'Occidente, ed ora si trovava con un sovrano impostogli da Oriente. Malgrado il legame familiare, i due non andavano d'accordo. La rottura tra Antemio e Ricimero avvenne nel 470, quando il patrizio e senatore italico Romano, uomo di Ricimero, fu giustiziato dall'imperatore con l'accusa di aver tentato l'usurpazione del trono. Ricimero radunò i 6000 uomini che aveva raccolto per la guerra contro i Vandali e si ritirò a nord, a Milano, lasciando Antemio a Roma. Iniziarono degli scontri tra i partigiani dei due contendenti per il dominio sull'impero, ma Ricimero e Antemio giunsero a firmare una tregua di un anno, grazie ad una ambasceria del vescovo di Pavia Epifanio.

### Assedio di Roma
Lo scontro tra i due si riaccese all'inizio del 472. Ricimero, per porre fine al potere di Antemio, era obbligato a dover calare su Roma e riprenderla con la forza, rompendo il legame di adfinitas matrimoniale con l'imperatore. Antemio dovette fingere di essere ammalato e si rifugiò nella Basilica di San Pietro in Vaticano per sfuggire ai sostenitori di Ricimero. L'imperatore d'Oriente Leone I inviò in Occidente Anicio Olibrio con la duplice missione di mettere pace tra Ricimero e Antemio e, poi, di trattare col re dei Vandali Genserico (il cui figlio aveva sposato la cognata di Olibrio); in realtà l'ambasciata era un modo di sbarazzarsi di Olibrio, che credeva in combutta coi Vandali, e di Ricimero: inviò infatti ad Antemio un secondo messaggero con l'ordine di uccidere Ricimero e Olibrio, ma il messaggio indirizzato all'imperatore d'Occidente cadde nelle mani del capo goto, che le mostrò a Olibrio.
Lo scontro si fece allora aperto. Ricimero proclamò Olibrio imperatore e assediò Antemio a Roma. Antemio era sostenuto dall'aristocrazia e dal popolo della città, mentre il magister militum goto aveva dalla propria i contingenti barbarici dell'esercito, tra cui quello di Odoacre. Penetrato a Roma, Ricimero riuscì a separare Antemio, che viveva nel palazzo dei Cesari sul Palatino, dal porto sul Tevere, affamando i sostenitori di Antemio.
Persa ogni speranza di aiuto esterno e afflitto dalla mancanza di viveri, Antemio tentò un ultimo assalto, ma i suoi uomini furono sterminati e perseguiti con l'accusa di tradimento da parte di Ricimero. L'imperatore fuggì nuovamente in San Pietro (o, secondo altre fonti, a Santa Maria in Trastevere, o ancora a San Crisogono in Trastevere), dove però fu riconosciuto, catturato e decapitato da Gundobado o da Ricimero stesso l'11 luglio 472. Con la fine di Antemio, la città rimase vittima di un nuovo terribile saccheggio, accostabile a quelli di Alarico o a quello vandalico del 455. Secondo Giovanni di Antiochia, alla consegna del cadavere di Antemio a Ricimero, questi gli garantì degna sepoltura, come segno di riappacificazione con la parte più filo-greca della città.

### Fonti primarie
- Gregorio di Tours, Historia Francorum
- Iordanes, De origine actibusque Getarum
- Sidonio Apollinare, Epistulae

### Fonti secondarie
- Mathisen, Ralph, "Anthemius (12 April 467 - 11 July 472 A.D.)", De Imperatoribus Romanis, su roman-emperors.org.
- John Morris, Arnold Hugh Martin Jones e John Robert Martindale, The Prosopography of the Later Roman Empire, Cambridge University Press, 1992,  p. 697, ISBN 0-521-07233-6.